# Léa von Belgien

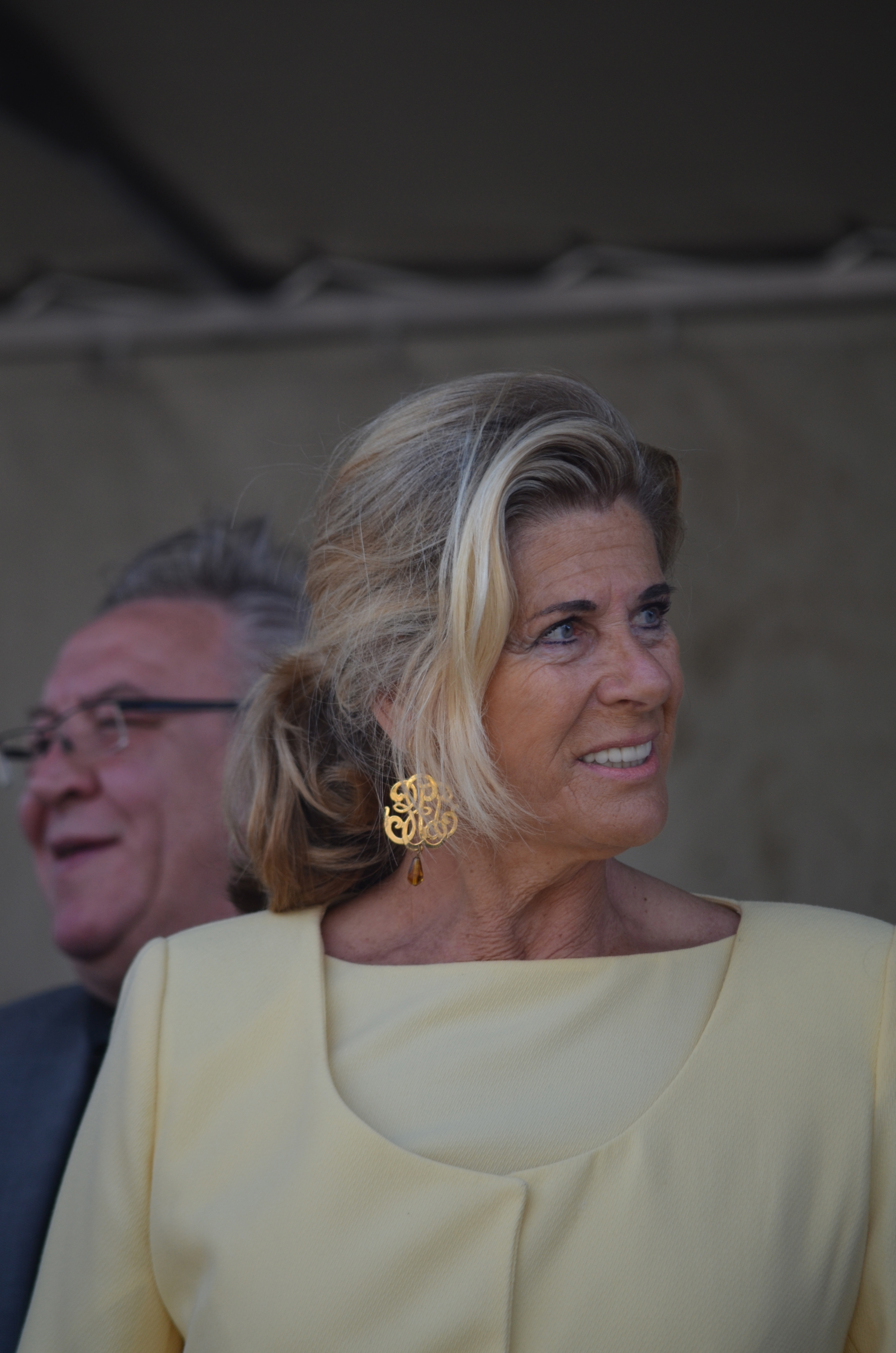
Léa von Belgien, 2015

Léa von Belgien (geb. Léa Inga Dora Wolman) (* 2. Dezember 1951 in Etterbeek) ist die Witwe Alexanders von Belgien. Sie führt den durch die Ehe mit ihm erworbenen Titel Prinzessin von Belgien.

## Werdegang
Léa von Belgien ist die Tochter des ursprünglich aus Warschau stammenden Sigismund Wolman und der aus Bayern stammenden Lisa Bornstein. Sie war insgesamt dreimal verheiratet. Zunächst 1975 mit Serge Victorovich Spetschinsky, dem damaligen Präsidenten der russischen Adelsvereinigung in Belgien. Mit Spetschinsky hatte sie eine Tochter, welche mit dem Diplomaten Didier Nagant de Deuxchaisnes verheiratet ist. Aus der Ehe ihrer Tochter hat Léa von Belgien mehrere Enkelkinder. Die Scheidung von ihrem ersten Ehemann Spetschinsky erfolgte 1980. Drei Jahre später, 1983, heiratete sie ihren zweiten Mann Paul Robert Bichara. Aus der zweiten Ehe ging ein Sohn hervor.

## Gattin und Witwe Alexanders von Belgien
Nach ihrer am 25. August 1987 erfolgten zweiten Scheidung heiratete sie am 14. März 1991 Alexander von Belgien, einen nicht zur Thronfolge berechtigten Sohn des ehemaligen Königs Leopold III. von Belgien und seiner zweiten Frau Mary Lilian Baels, der späteren „Prinzessin von Réthy“. Die Ehe blieb bis 1998 geheim, da Alexander befürchtete, dass seine Mutter sich gegen diese Verbindung aussprechen könnte. Seit dem Tod ihres Mannes im Jahre 2009 tritt Léa von Belgien als verwitwete Schwägerin des vormaligen Königs und als Tante des jetzigen Königs häufig in Erscheinung. Typische öffentliche Auftritte finden im Rahmen von Wohltätigkeitsveranstaltungen sowie im Zusammenhang mit ihrer Stiftung statt.
Die Stiftung Léa von Belgiens trägt die Bezeichnung Le Fonds d’Entraide Prince et Princesse Alexandre de Belgique. Léa von Belgien zeigt sich für diesen Fonds für gegenseitige Hilfe zur Unterstützung von Armen und Bedürftigen häufig vor Ort und mit hohem persönlichen Engagement, wenn Spendenaktionen zur Finanzierung anstehender Projekte stattfinden.
Von Ende 2012 bis Mai 2018 war Belgien mit einem internationalen politischen und wirtschaftlichen Korruptionsskandal befasst, der auch als Kazakhgate-Skandal bekannt ist. In dem Zusammenhang wurde von der Presse 2016 auch ein mysteriöser Geldtransfer kolportiert, der 2012 stattgefunden haben soll. 25000 Euro sollen statt wie in einer Pressemitteilung verlautbart vom Malteserorden tatsächlich über eine französische Anwältin an den Hilfsfonds Prince et Princesse Alexandre de Belgique geflossen sein. Der Fonds hatte das Geld an die Brüsseler Pfadfindergruppe Amitié et Fraternité Scoute (AFS) weitergeben. Es wurde 2016 mehrfach in den belgischen Medien spekuliert, dass das Spendengeld etwas mit dem Kazakhgate-Skandal zu tun haben könnte. Léa von Belgien äußerte ihr Unbehagen und bestritt sowohl in den Medien als auch vor Gericht, von diesem Zusammenhang Kenntnis gehabt zu haben.
Léa von Belgien spricht fließend deutsch und wird deshalb gerne von der Deutschsprachigen Gemeinschaft zu Veranstaltungen eingeladen, so zum Beispiel zu Ausstellungseröffnungen auf Einladung der dortigen Regierung oder publikumswirksamen Ereignissen, wie es der Rosenmontag 2016 in Eupen war.

## Veröffentlichungen
- Le prince Alexandre de Belgique. Éditions de l’Arbre, Brüssel und Paris 2007
- Une année sans toi. Éditions de l’Arbre, Brüssel und Paris 2010